# San Lorenzo del Vallo
San Lorenzo del Vallo község (comune) Olaszország Calabria régiójában, Cosenza megyében.

## Fekvése
A megye központi részén fekszik. Határai: Altomonte, Castrovillari, Roggiano Gravina, Spezzano Albanese és Tarsia.

## Története
A 15-16. században Bisignano része volt. A településen a 16. században albán menekültek telepedtek mneg, akiket a törökök űztek el országukból.

## Népessége
A népesség számának alakulása:

## Főbb látnivalói
- Castello (17. század)
- Jentilino-erőd
- 'Palazzo Ragusa
- Palazzo Marchianò
- Palazzo Ciliberto
- Madonna di Fatima-templom
- Santa Maria delle Grazie-templom
- San Lorenzo Martire-templom